# Баннистер, Джаррод
Джа́ррод Ба́ннистер (англ. Jarrod Bannister; 3 октября 1984, Таунсвилл, Квинсленд — 8 февраля 2018, Эйндховен, Северный Брабант) — австралийский легкоатлет, специалист по метанию копья. Выступал за сборную Австралии по лёгкой атлетике в период 2000—2016 годов, пятикратный чемпион Австралии, рекордсмен страны, победитель Игр Содружества в Дели, участник двух летних Олимпийских игр.

## Биография
Джаррод Баннистер родился 3 октября 1984 года в городе Таунсвилл штата Квинсленд, Австралия.
Первого серьёзного успеха на международном уровне добился в сезоне 2000 года, когда вошёл в состав австралийской национальной сборной и одержал победу на юношеском чемпионате Океании в Аделаиде. Год спустя стал чемпионом Австралии по лёгкой атлетике среди юниоров. Ещё через год отметился выступлением на юниорском чемпионате мира в Кингстоне, где занял в метании копья четвёртое место.
Начиная с 2006 года выступал на взрослом уровне, в частности в этом сезоне впервые выиграл взрослое австралийское национальное первенство и принял участие в Играх Содружества в Мельбурне, где показал шестой результат.
В 2007 году вновь был лучшим на чемпионате Австралии, выступил на чемпионате мира в Осаке, став в метании копья одиннадцатым.
Благодаря череде удачных выступлений удостоился права защищать честь страны на летних Олимпийских играх 2008 года в Пекине — метнул копьё на 83,45 метра, расположившись в итоговом протоколе соревнований на шестой строке.
После пекинской Олимпиады Баннистер остался в составе легкоатлетической команды Австралии и продолжил принимать участие в крупнейших международных соревнованиях, в частности в 2009 году снова выиграл австралийское национальное первенство.
Одну из важнейших побед в своей спортивной карьере одержал в сезоне 2010 года, когда завоевал золотую медаль на Играх Содружества в Дели (последний раз австралийский метатель копья побеждал на этих соревнованиях почти полвека назад, им был Альф Митчелл). Также в этом сезоне Джаррод Баннистер победил на чемпионате Австралии и стал четвёртым на Континентальном кубке в Сплите.
В 2011 году занял седьмое место на мировом первенстве в Тэгу.
В 2012 году в пятый раз получил звание чемпиона Австралии. Находясь в числе лидеров австралийской национальной сборной, благополучно прошёл отбор на Олимпийские игры в Лондоне — на сей раз с результатом 77,38 метра не смог преодолеть квалификационный этап и оказался в метании копья лишь на 27 позиции.
В июне 2013 года был дисквалифицирован сроком на 20 месяцев за пропуск трёх допинг-тестов. Сам спортсмен назвал это случайностью, отметив, что в одном из случаев допинг-офицеры получили неверную информацию о его местонахождении. По окончании дисквалификации он вернулся в большой спорт, выступал в сезонах 2015 и 2016 годов, но каких-то значимых результатов не показал.
Был найден мёртвым 8 февраля 2018 года в своём доме в Эйндховене, Нидерланды, где в последнее время жил и тренировался. По сообщению Fairfax Media, каких-либо признаков насильственной смерти на месте происшествия обнаружено не было.